# Козлов, Владимир Александрович (стоматолог)
Владимир Александрович Козлов (30 октября 1930 года, Ленинград, СССР — 31 декабря 2022 года) — советский и российский стоматолог, член-корреспондент РАМН (1997), член-корреспондент РАН (2014).

## Биография
Родился 30 октября 1930 года в Ленинграде.
В 1951 году окончил Ленинградский медицинский институт.
С 1951 по 1954 годы работал заместителем директора Первого республиканского медицинского училища (Ярославль).
С 1954 года — главный стоматолог города Ленинграда, ассистент кафедры челюстно-лицевой хирургии, врач хирург-стоматолог.
В 1961 году защитил кандидатскую диссертацию, тема: «Клинико-экспериментальные исследования реплантации зубов».
С 1964 по 1966 годы — руководитель советского госпиталя в Тегеране.
В 1972 году защитил докторскую диссертацию, тема: «Пересадка зубов», а результаты научных исследований послужили фундаментом будущей имплантологии.
С 1974 года — профессор и заведующий кафедрой челюстно-лицевой хирургии и хирургической стоматологии Санкт-Петербургской медицинской академии последипломного образования.
В 1997 году избран членом-корреспондентом РАМН.
В 2014 году стал членом-корреспондентом РАН (в рамках присоединения РАМН и РАСХН к РАН).
Скончался 31 декабря 2022 года. Похоронен в Санкт-Петербурге на Южном кладбище.

## Научная деятельность
Специалист в области стоматологии.
Под его руководством была создана и введена в практику система плановой санации полости рта у детей, внедрены различные профилактические программы.
Автор более 400 научных работ, 3 монографий, 4 книг, 23 учебных и методических пособий, при этом он имеет более 10 авторских изобретений.
Под его руководством выполнено 6 докторских работ и 26 кандидатских диссертаций.
Организатор 3 базовых стоматологических центров Ленинграда/Санкт-Петербурга:
1. Центр реабилитации больных с травмой челюстно-лицевой области.
2. Отделение восстановительной челюстно-лицевой хирургии.
3. Центр по лечению детей с врожденными уродствами.

## Награды
- Орден Дружбы (2002)[5]